# 刘超 (1971年)
刘超（1971年11月—），男，汉族，辽宁阜新人。中华人民共和国政治人物，中国共产党党员。第十三届全国人民代表大会四川地区代表。

## 生平
1993年毕业于中国人民公安大学法律系法律专业。曾任中共成都市委常委。
2015年3月任绵阳市人民政府市长。2018年2月24日，当选为第十三届全国人大代表。2018年6月任中共绵阳市委书记。
2021年2月任青海省人民政府副省长。2024年1月，兼任中共青海省国资委党委书记。